# Silver Peak (Nevada)
Silver Peak  és una concentració de població designada pel cens al comtat d'Esmeralda a l'estat nord-americà de Nevada. Es troba al llarg de la Ruta Estatal 265, a 20 milles (32 km) al sud de la U.S.Route 6 i a 30 milles (48 km) a l'oest de Goldfield, seu del Comtat d'Esmeralda. La seva elevació és 4.321 peus (1.317 m) sobre el nivell del mar. Encara que no està constituïda com corporació, té una oficina de correus, amb el codi postal (Codi ZIP) de 89047. La població de Silver Peak era de 107 habitants al cens de 2010.
És famosa pels seus terrenys rics en liti, base de les bateries de ions-liti.
La població de Silver Peak és una de les més antigues comunitats mineres a Nevada. Va ser fundada prop d'un pou el 1864, dos anys després de la fundació del Comtat d'Esmeralda. Just un any després es va trobar plata als seus voltants i va començar l'extracció minera. Silver Peak manté una petita població, tot i que es va cremar el 1948. Va tornar a créixer de nou quan la Foote Mineral Company va començar l'extracció de liti a partir del subsòl de la vall de Clayton el 1966.
Silver Peak és a prop d'un llac sec que és ric en liti i altres minerals. L'extracció de liti de la Chemetall Foote a Clayton Valley és actualment l'única font d'explotació de liti als Estats Units.
La població de Silver Peak està situada en les coordenades: city_region: US 37° 45′ 18″ N, 117° 38′ 5″ O / 37.75500°N,117.63472°O.